# Jón Leifs

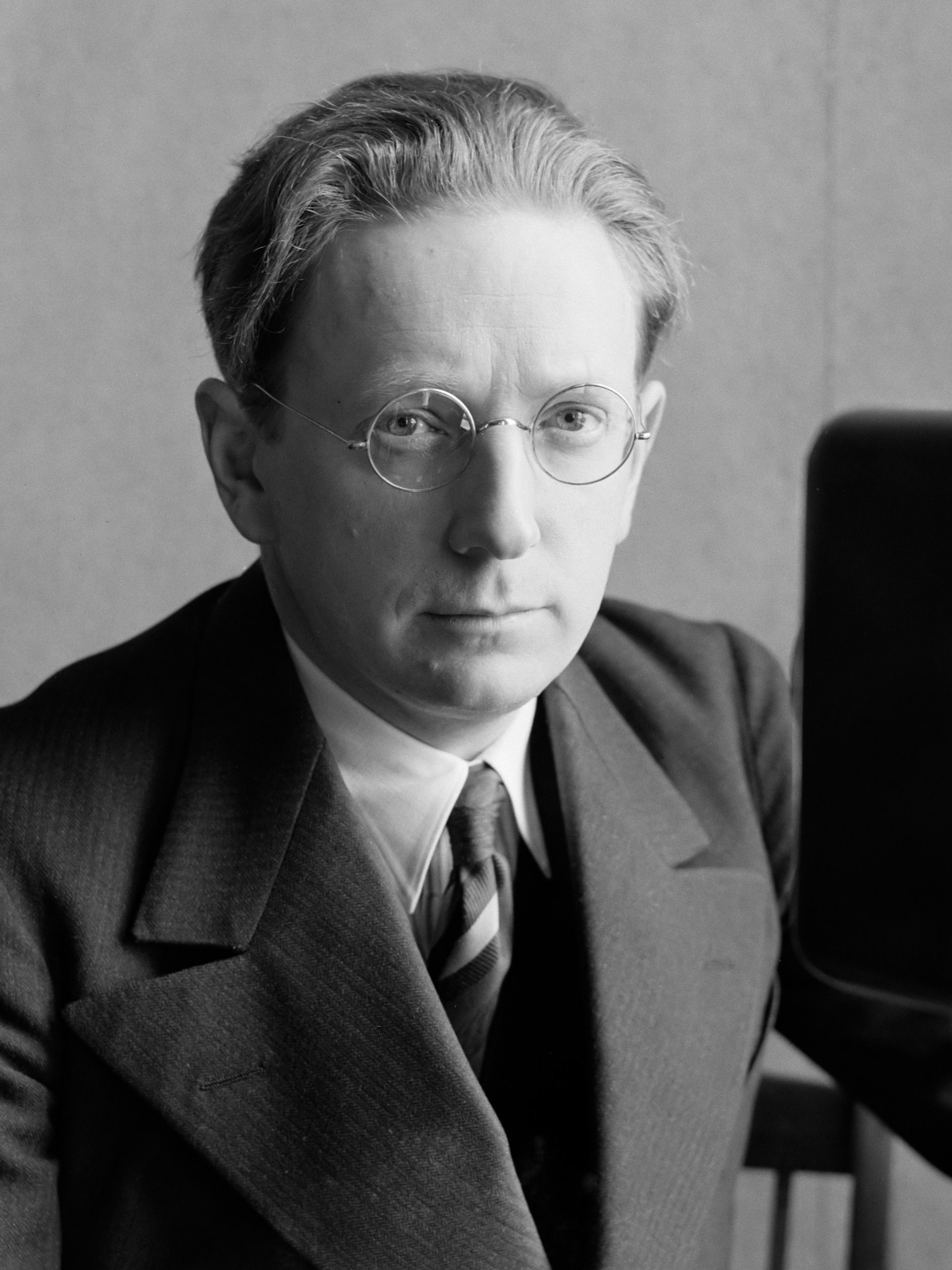
Jón Leifs (1934)

Jón Leifs (* 1. Mai 1899 auf dem Hof Sólheimar (Austur-Húnavatnssýsla als Jón Þorleifsson); † 30. Juli 1968 in Reykjavík) war ein isländischer Komponist und Dirigent.

## Leben

### Ausbildung in Leipzig
Jón Þorleifsson erhielt 1916 vom Althing die Erlaubnis, Jón Leifs als seinen Namen zu führen, da er in Deutschland Musik studieren wollte. Leifs reiste 1916 mit den späteren Komponisten Páll Ísólfsson (1893–1974) und Sigurður Þórðarson (1895–1968) an das Königliche Konservatorium der Musik nach Leipzig. Er hatte Klavierunterricht bei dem Klavierpädagogen Robert Teichmüller und Kompositionsunterricht bei Paul Graener. Bei Teichmüller lernte er seine spätere Ehefrau, die Pianistin Annie Riethof (1897–1970), kennen. 1921 beendete Jón Leifs das Konservatorium mit guten Zensuren. Die Pianistenlaufbahn gab er aber bald nach der Abschlussprüfung auf.
Leifs nahm Dirigierunterricht bei Hermann Scherchen, Aladár Szendrei und Otto Lohse und wollte sich vorrangig dem Komponieren widmen. Er sah es als seine Lebensaufgabe, Island eine eigene musikalische Identität zu geben. Er begann zu suchen:

„[…] ich versuchte, eine Antwort auf die dringliche Frage zu finden, ob wir in Island, wie in anderen Ländern irgendein Material hatten, das erneuert und als Ausgangspunkt für neue Musik verwendet werden könnte; einen Funken, der das Feuer anzünden könnte. Dann offenbarte sich mir die Welt der Volkslieder, und ich spürte, daß ich die Gesetze gefunden hatte, die ich gesucht hatte.“

Er fand seine Quellen in den mittelalterlichen Zwiegesängen (Tvísöngur) und der kraftvoll markierten Metrik der Rímur-Gesänge des Volkes.

### Dirigent und Volksliedsammler
Als Dirigent war er in den 1920er Jahren in Deutschland, der Tschechoslowakei und den nordischen Ländern sehr erfolgreich. Im Frühling 1926 unternahm er eine Tournee mit dem Hamburger Philharmonischen Orchester nach Norwegen, den Färöer-Inseln und Island. Seine Landsleute konnten somit erstmals ein Orchester hören. Nebenbei schrieb er zahlreiche Artikel in verschiedensten Zeitungen über Nordische Volksmusik, Orchesterdirigieren, Interpretationen klassischer Musik, Komponisten und Dirigenten. Außerdem verfasste er zahlreiche Konzertkritiken.
Mit Unterstützung des isländischen Kulturrates und der Notgemeinschaft der Deutschen Wissenschaft unternahm Leifs im Herbst 1928 für das Phonogrammarchiv der Berliner Musikhochschule unter Erich von Hornbostel eine Reise in das westliche und nordwestliche Island, um die isländischen Volkslieder phonographisch aufzunehmen. Diese Aufnahmen wurden von Hornbostel anschließend einer wissenschaftlichen Forschung unterzogen und die Ergebnisse veröffentlicht. Noch heute sind diese Aufnahmen vorhanden und dienen wissenschaftlichen Zwecken. Schon 1925 hatte er im Land Volkslieder gesammelt.
Im Februar 1935 wurde ihm der Posten eines musikalischen Leiters des Isländischen Staatlichen Rundfunks angeboten, worauf er nach Island zurückkehrte, während seine Familie in Rehbrücke bei Berlin blieb. In seiner freien Zeit komponierte er am ersten Teil seines Oratoriums Edda.

### Rückkehr nach Deutschland und Ausreise nach Schweden
1939 kehrte er nach Deutschland zurück. Leifs war mit der jüdischen Pianistin Annie Riethof verheiratet, mit der er die Töchter Snót (1923–2011) und Líf (1929–1947) hatte. Sie lebten in Wernigerode, Baden-Baden, Travemünde und schließlich in Rehbrücke bei Berlin. Seine private Situation wurde immer angespannter, denn es gab kaum noch Dirigate und seine Werke wurden nur mehr selten aufgeführt. 1944 wurde ihm und seiner Familie die Ausreise nach Schweden erlaubt. Dort kam es 1945 zur Scheidung von seiner Frau.

### Rückkehr nach Island
Seine Familie zurücklassend, kehrte Jón Leifs im Juli 1945 nach Island zurück. Dort gründete er den Isländischen Komponistenverband und im Januar 1948 das Isländische Musikbüro STEF, die isländische Urheberrechtsgesellschaft, dessen Präsident er auch war. Im Juli 1947 ertrank seine jüngste Tochter Líf vor der schwedischen Küste. Ihr zum Gedenken schrieb er sein kleines a-cappella-Requiem op. 33b, ein in seiner Schlichtheit und Tiefe berührendes Stück. Auch sein zweites Streichquartett "Vita et mors" hat er ihr gewidmet.
Eine zweite Ehe mit einer Schwedin, wozu er kurzzeitig nach Schweden zurückkehrte, war nicht von langer Dauer.

### Organisatorische und musikalische Aktivitäten
Zurück in Island ergaben sich für ihn vielfältige Möglichkeiten, um die Kultur des Landes auch international einzubringen. Unterstützt wurde er dabei u. a. von den Schriftstellern Halldór Laxness und Gunnar Gunnarsson. Leifs veranlasste die erste Musikausstellung Islands und 1947 den Beitritt zur Berner Union, einem völkerrechtlichen Vertragswerk zum internationalen Schutz von Werken der Literatur und Kunst. Auf seine Anregung wurde Island 1948 in den Nordischen Komponistenrat und die internationale Autorenrechtsunion in Buenos Aires aufgenommen. Mit einer Art Kulturdiplomat seiner Heimat wurden nun auch seine Werke auf den nordischen Biennalen aufgeführt. 1950 wurde im Rahmen der Nordischen Musiktage in Helsinki die Saga-Symphonie op. 26 uraufgeführt und erntete kühle Ablehnung. 1952, ebenfalls zu den Nordischen Musiktagen, kamen in Kopenhagen ausgewählte Sätze aus dem Oratorium Edda I zur Uraufführung. Aber das Publikum reagierte ablehnend und Leifs war tief verletzt.

### Späte Schaffensjahre

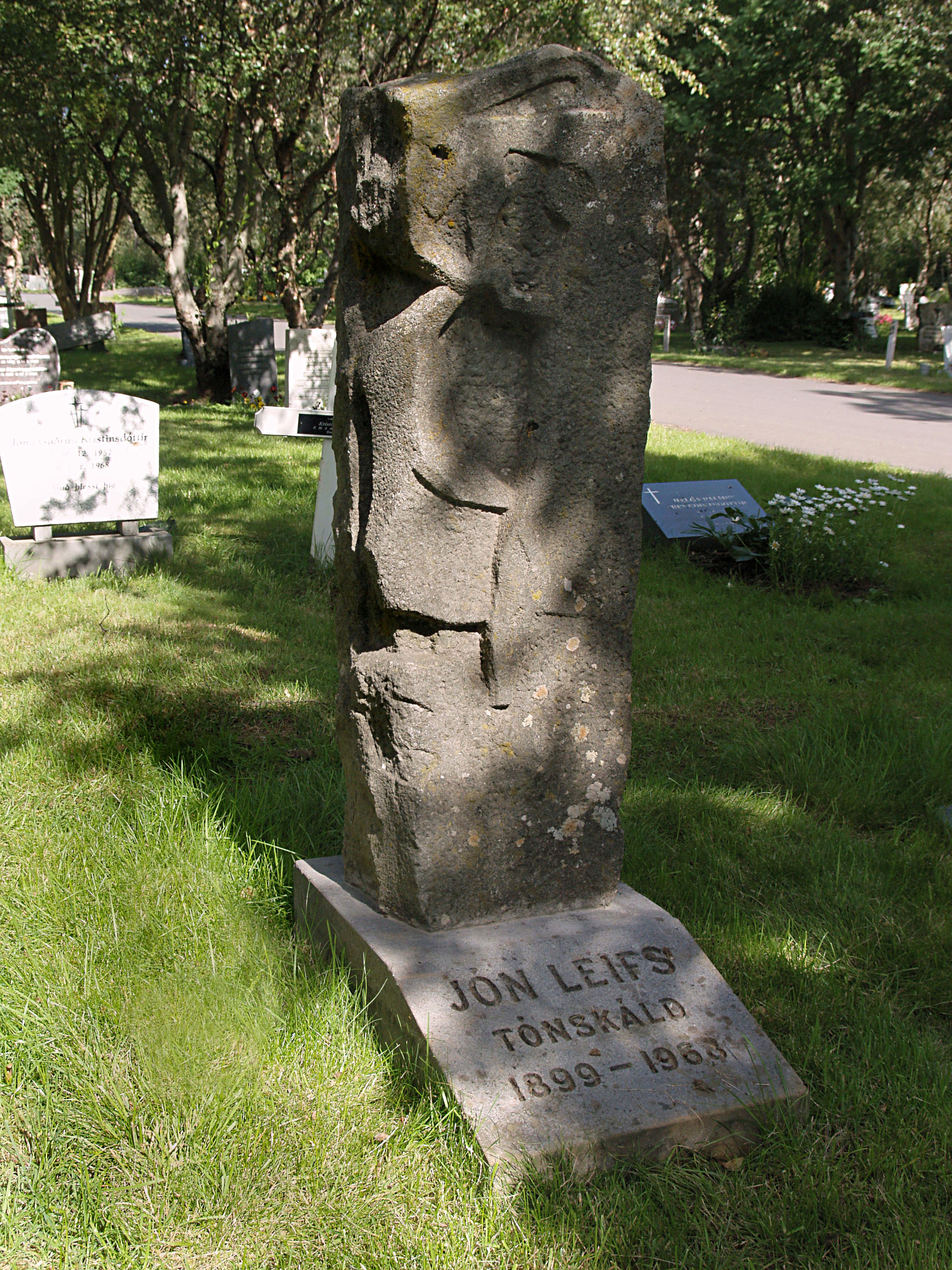
Grabstätte von Jón Leifs auf dem Friedhof Fossvogsgarður in Reykjavík

1956 heiratete er Þorbjörg Jóhannsdóttir Möller (1919–2008), und im Jahr darauf wurde der Sohn Leifur (1957–2022) geboren. Diese Eheschließung schien seine Produktivität nach den Misserfolgen und den anschließenden langen schöpferischen Pausen in den 1950er Jahren wiederzubeleben. Er hatte die Hoffnung aufgegeben, zu seinen Lebzeiten verstanden zu werden. Leifs verbrachte seine restlichen Jahre mit nahezu hektischem Komponieren. Dennoch markiert diese letzte Lebensphase seine hervorragendste künstlerische Periode. Leifs' späte Reife ist von einer weiteren Radikalisierung seines Stils geprägt, den er von aller überflüssigen Ornamentik und geschmeidigen Vielstimmigkeit befreite. Es entstanden nun seine Tondichtungen Geysir, Dettifoss, Hafís und Hekla. Die erste Aufführung der Tondichtung Hekla op. 52 fand am 2. Oktober 1964 in Helsinki anlässlich eines Treffens des Rates Nordischer Komponisten statt. Dort erlebte Jón Leifs seine letzte öffentliche Demütigung: das Publikum war verwirrt, die Kritiker entrüstet. Trotzdem schrieb er weiter, mehrere Werke nach Edda-Texten für Gesang mit Orchester und beendete 1966 den zweiten Teil des Oratoriums Edda. Auch mehrere Orchesterstücke sind darunter, u. a. Fine I und II, das Scherzo concreto und Víkingasvar. Noch 1968 arbeitete er am dritten Teil der Edda. Im Frühling 1968 wurde er im Krankenhaus in Reykjavík auf Lungenkrebs behandelt. Als Leifs schließlich sein Ende nahen fühlte, komponierte er ein Werk für Streichorchester. Er nannte es seinen letzten Gruß an die Menschheit – Consolation, Intermezzo für Streicher op. 66.
Leifs starb am 30. Juli 1968 und wurde auf dem Fossvogur-Friedhof, südlich des Zentrums von Reykjavík begraben.

## Werk und Rezeption
Über sein eigenes Schaffen schrieb Leifs:

„Mein erstes und letztes Ziel in meinem gesamten musikalischen Schaffen ist, ich selbst zu sein, ehrlich und echt zu sein, keinen fremden Einfluß von anderen hereinzulassen, keine Manieriertheit, keinen letzten Ausweg hinsichtlich des Könnens und des Stils […]“

Grundlage seiner textbezogenen Kompositionen sind Gedichte isländischer Dichter wie Jónas Hallgrímsson, Einar Benediktsson, Jóhann Jónsson, Þorsteinn Erlingsson u. a. Einmal nur ist Halldór Laxness der Autor. Vorrangig werden Texte der Sagas und vor allem der Edda benutzt. Unter den Orchesterwerken ragen die Werke hervor, die isländische Naturgewalten schildern wie Geysir, Dettifoss, Hafís (Treibeis) und Hekla.
So schildert er in seinem Stück Hekla einen Vulkanausbruch, den er selbst 1947 erlebt hatte. In dem Begleittext zu einer CD-Veröffentlichung heißt es: „Das lauteste Stück Musik, die Orchestermusiker verlangten Ohrenschützer“. Tatsächlich bietet Leifs hier ein Schlagwerkinstrumentarium auf (mit 19 Schlagzeugern!), das bis dahin seinesgleichen suchte. Er fordert u. a. Eisenketten, Ambosse, große und kleine Steine, Sirenen, große Glocken, große Holzhämmer, große und kleine Kanonen. Seine Instrumentationen sind mitunter ungewohnt. So werden in der Saga-Symphonie z. B. Schilder aus Eisen, Holz und Leder vorgeschrieben. In mehreren Werken besetzt er bis zu 6 Luren (Kopien). In seinem Oratorium Edda I kommen außerdem seltene Instrumente wie die Okarina und, wohl einmalig bis dahin in einem klassischen Werk, ein Dudelsack zum Einsatz. Zu nennen wäre noch das kleine Werk Víkingasvar (dt. Wikings Antwort). Es benutzt, neben Bläsern, Schlagzeug, Bratschen und Kontrabässen auch 4 Saxophone. Einmalig bis dahin in Leifs' Schaffen und der nordischen Musik. Einen besonderen Stellenwert in seinem Schaffen nehmen auch die drei Streichquartette ein. Sie sind Meilensteine aus verschiedenen Lebensabschnitten des Komponisten.
Viele seiner Werke hat Jón Leifs zu seinen Lebzeiten nie gehört. Das lag zunächst auch an aufführungspraktischen Schwierigkeiten, immensen Anforderungen an die Ausführenden und nicht zuletzt aber auch am allgemeinen Unverständnis seiner Musik gegenüber. Die Uraufführungen seiner großen Orchesterwerke begannen erst Ende der 1980er Jahre(!). Dank des schwedischen Musiklabels BIS Records sind heute viele seiner Werke auf CD erhältlich.
Leifs' Werkverzeichnis umfasst 66 Kompositionen (Opusnummern). Daneben noch 32 Werke ohne Opuszahl, vor allem kleine Klavierstücke, auch Chorwerke a cappella.
Der schwedische Musikwissenschaftler Carl-Gunnar Åhlén schrieb:

„In späterer Zeit ebnete die symphonische Dichtung Geysir aus dem Jahre 1961 den Weg für eine vorbehaltslose Anerkennung von Jón Leifs als Islands größte Musikpersönlichkeit, außerdem als ein Meister desselben künstlerischen Ranges, derselben Integrität und Originalität wie Sibelius und Bartók.“

## Werke (Auswahl)

### Orchesterwerke
- Trilogia piccola op. 1, 1920–22
- Loftr-Suite op. 6a
- Orgelkonzert op. 7, 1930
- Variazioni pastorale über ein Beethoven-Thema, op. 8, 1930
- Island-Ouvertüre, mit gemischtem Chor op. 9, 1926
- Isländische Volkstänze op. 11, 1929–31
- Saga-Sinfonie op. 26, 1941
- Landsicht-Ouvertüre, mit Männerchor, op. 41, 1955
- Drei Bilder op. 44, 1955
- Geysir, Prelude für Orchester op. 51, 1961
- Hekla, mit gemischtem Chor op. 52, 1961
- Fine I op. 55, 1963
- Dettifoss, mit Bariton und gemischtem Chor op. 57, 1964
- Hafís, mit gemischtem Chor op. 63, 1965

### Sonstige
- Reminiscence du Nord, für Streichorchester op. 40, 1952
- Elegy, "In memoriam 30. 9. 1961", für Streichorchester op. 61, 1961
- Víkingasvar, Intermezzo für Bläser, Schlagzeug, Violen und Kontrabässe (mit 4 Saxophonen) op. 54, 1962
- Fine II für Vibraphon und Streichorchester op. 56, 1963
- Consolation, Intermezzo für Streichorchester op. 66, 1968

### Vokalmusik
- Island-Kantate, für gemischten Chor und Orchester, op. 13, 1929–30
- Lied der Gudrun, für Mezzosopran, Tenor, Bass und Orchester op. 22, 1940
- Requiem für gemischten Chor a cappella op. 33b, 1949
- Baldr, Choreographisches Drama in 2 Akten für Tenor, Sprecher, gemischten Chor und Orchester op. 34, 1943–47
- Frühlingslied für gemischten Chor und Orchester op. 46, 1958
- In memoriam Jónas Hallgrímsson, für gemischten Chor und Orchester op. 48, 1961
- Nacht, für Tenor, Bariton und kleines Orchester op. 59, 1964
- Die Ballade von Helgi, dem Hundingsmörder, für Alt, Tenor und kleines Orchester op. 61, 1964
- Groas Zauber, für Alt, Tenor und Orchester op. 62, 1965

### Oratorium
- Edda I für Tenor, Bass, gemischten Chor und Orchester op. 20, 1935–40
- Edda II für Mezzosopran, Tenor, Bass, gemischten Chor und Orchester op. 42, 1966
- Edda III für gemischten Chor und Orchester op. 65, 1964–68, unvollendet

- Sonstige Chorwerke a cappella oder mit verschiedener Begleitung
- Zahlreiche Lieder für verschiedene Solostimmen, vor allem mit Klavierbegleitung

### Kammermusik
- Quintett für Flöte, Klarinette, Fagott, Viola und Violoncello op. 50, 1960
- Scherzo concreto für Piccoloflöte, Flöte, Oboe, Englischhorn, Klarinette, Fagott, Posaune, Tuba, Viola und Violoncello op. 58, 1964
- Turm-Glockenspiel über ein Thema aus Beethovens 9. Sinfonie, für Glockenspiel o.op., 1958

### Streichquartett
- Streichquartett Nr. 1 "Mors et vita" op. 21, 1939
- Streichquartett Nr. 2 "Vita et mors" op. 36, 1951
- Streichquartett Nr. 3 "El Greco" op. 64, 1965

### Klaviermusik
- Torrek op. 1 Nr. 2, 1919
- Vier Stücke op. 2, 1922
- Isländische Volkstänze op. 11, 1929–31
- Neue isländische Tänze op. 14b, 1931
- Lied des Jungen op. 49, 1960
- Reverie o.op.
- Island-Ballade o.op., 1922
- Island-Scherzo o.op., 1922
- Diverse kleinere Stücke vor allem aus den 1920–30er Jahren

### Schriften (Auswahl)
- Islands künstlerische Anregung. Bekenntnisse eines nordischen Musikers. Islandia Ed., Reykjavík 1951.

## Filme
- Tränen aus Stein (OT: Tár úr steini, englisch: Tears of Stone), Island/Schweden/Deutschland 1995.[9]